# Hội đồng nhân dân thành phố Hà Nội
Hội đồng nhân dân thành phố Hà Nội là cơ quan quyền lực Nhà nước tại Hà Nội, được tổ chức và có chức năng theo quy định của Luật tổ chức Hội đồng nhân dân và Ủy ban nhân dân.

## Lịch sử
Hội đồng nhân dân thành phố Hà Nội tổ chức cuộc bầu cử đầu tiên tháng 11/1957 với 12 tổ bầu cử, với 100 đại biểu trúng cử. Kỳ họp đầu tiên của Hội đồng nhân dân thành phố khóa I tổ chức tháng 1/1958 đã bầu Ủy ban Hành chính thành phố.
Khóa II được tổ chức bầu cử tháng 3/1961 và bầu 115 đại biểu. Kỳ họp đầu tiên Hội đồng nhân dân thành phố khóa II diễn ra ngày 6/5/1961. Do Quốc hội khóa II thông qua quyết định mở rộng địa giới hành chính Hà Nội nên ngày 20/8/1961 các huyện ngoại thành mới tổ chức bầu cử Hội đồng nhân dân thành phố và bầu được 20 đại biểu nâng tổng số lên 135 đại biểu.
Trong giai đoạn từ 1957-1989 Chủ tịch Ủy ban Hành chính, Ủy ban nhân dân thành phố là người triệu tập hội nghị Hội đồng nhân dân thành phố. Ban Thư ký giúp Chủ tịch Ủy ban Hành chính, Ủy ban nhân dân thành phố điều hoà, phối hợp hoạt động của các ban chuyên trách của Hội đồng nhân dân và giữ quan hệ với các đại biểu Hội đồng nhân dân.
Tại kỳ họp thứ nhất khóa X Hội đồng nhân dân thành phố Hà Nội từ ngày 12-14/12/1989 các đại biểu đã nghiên cứu Luật Tổ chức Hội đồng nhân dân các cấp do Vũ Mão - Ủy viên Hội đồng Nhà nước,Chủ nhiệm Văn phòng Quốc hội và Hội đồng Nhà nước trình bày và đã bầu các chức danh Chủ tịch, Phó chủ tịch Hội đồng nhân dân.
Tại kỳ họp thứ 16 Hội đồng nhân dân thành phố khóa XIII từ ngày 1-2/8/2008 (hay còn gọi kỳ họp thứ nhất sáp nhập) đây là kỳ họp đầu tiên sau khi sáp nhập tỉnh Hà Tây và vùng phụ cận vào thành phố Hà Nội theo Nghị quyết cửa Quốc hội. Kỳ họp đã bầu 162 đại biểu, và bầu chủ tịch, phó chủ tịch và ủy viên thường trực Hội đồng nhân dân thành phố và chủ tịch, phó chủ tịch Ủy ban nhân dân thành phố.
Tại kỳ họp thứ 4 Quốc hội khóa XII đã quyết định nhiệm kỳ Hội đồng nhân dân các cấp 2004-2009 kéo dài đến 2011. Vì vậy Hội đồng nhân dân thành phố kéo dài tời năm 2011.
| STT | Khóa | Nhiệm kỳ  | Số đại biểu | Lãnh đạo Hội đồng nhân dân | Ghi chú |
| --- | ---- | --------- | ----------- | --- | --- |
| 1   | I    | 1957-1961 | 100         | - | |
| 2   | II   | 1961-1965 | 135         | - | |
| 3   | III  | 1965-1968 | 135         | - | |
| 4   | IV   | 1968-1971 | 140         | - | |
| 5   | V    | 1971-1974 | 140         | - | |
| 6   | VI   | 1974-1977 | 140         | - | |
| 7   | VII  | 1977-1981 | 140         | - | |
| 8   | VIII | 1981-1985 | 160         | - | |
| 9   | IX   | 1985-1989 | 150         | - | |
| 10  | X    | 1989-1994 | 119         | Chủ tịch:Phạm Lợi Phó Chủ tịch: - Vũ Mạnh Kha (đến 1/1993) - Bằng Việt (từ 10/1993) | |
| 11  | XI   | 1994-1999 | 85          | Chủ tịch:Phạm Lợi Phó Chủ tịch:Bằng Việt | |
| 12  | XII  | 1999-2004 | 85          | Chủ tịch: - Trần Văn Tuấn (tới 7/2001) - Phùng Hữu Phú (từ 7/2001) Phó Chủ tịch:Ngô Thị Doãn Thanh | Năm 2001 ông Trần Văn Tuấn được cử làm Bí thư Tỉnh ủy Nam Định |
| 13  | XIII | 2004-2009 | 95          | Chủ tịch: - Phùng Hữu Phú (tới tháng 11/2006) - Ngô Thị Doãn Thanh (từ tháng 11/2006) Phó chủ tịch: - Ngô Thị Doãn Thanh (tới tháng 11/2006) - Lê Quang Nhuệ (từ tháng 11/2006) | - Từ tháng 11/2006 Ngô Thị Doãn Thanh làm Chủ tịch và Lê Quang Nhuệ làm Phó chủ tịch. - Tháng 9/2006 Phùng Hữu Phú được Bộ Chính trị bổ nhiệm làm Phó trưởng ban Thường trực Ban Tuyên giáo Trung ương |
| 14  | XIII | 2009-2011 | 162         | Chủ tịch:Ngô Thị Doãn Thanh Phó chủ tịch: - Lê Quang Nhuệ - Nguyễn Văn Phúc Ủy viên Thường trực HĐND: - Lê Văn Hoạt - Nguyễn Thị Thu | |
| 15  | XIV  | 2011-2016 | 95          | Chủ tịch: - Ngô Thị Doãn Thanh (đến ngày 25/5/2015) - Nguyễn Thị Bích Ngọc (từ ngày 25/5/2015) Phó chủ tịch: Lê Văn Hoạt Phó chủ tịch thường trực: Nguyễn Ngọc Tuấn (từ 03/2016) | Ngô Thị Doãn Thanh từ tháng 3/2015 giữ chức vụ Phó Trưởng ban Dân vận Trung ương |
| 16  | XV   | 2016-2021 | 105         | Chủ tịch: - Nguyễn Thị Bích Ngọc Phó chủ tịch thường trực: Nguyễn Ngọc Tuấn Ủy viên Thường trực HĐND: - Phó chủ tịch: Phùng Thị Hồng Hà - Chánh văn phòng HĐND Thành phố: Trương Việt Dũng - Trưởng ban chuyên trách Ban Kinh tế - Ngân sách: Phạm Thị Thanh Mai - Trưởng ban chuyên trách Ban Văn hóa - Xã hội: Trần Thế Cương - Trưởng ban chuyên trách Ban Pháp chế: Nguyễn Hoài Nam - Trưởng ban chuyên trách Ban Đô thị: Nguyễn Nguyên Quân | |
| 17  | XVI  | 2021-2026 | 95          | Chủ tịch: Phó chủ tịch thường trực: Ủy viên Thường trực: - Phó Chủ tịch: - Chánh Văn phòng: - Trưởng ban Kinh tế-Ngân sách: - Trưởng ban Văn hóa-Xã hội: - Trưởng ban Pháp chế: - Trưởng ban Đô thị: | |

## Chức năng
Hội đồng nhân dân thành phố Hà Nội có chức năng sau:
- Hội đồng nhân dân quyết định những chủ trương, biện pháp quan trọng để phát huy tiềm năng của địa phương, xây dựng và phát triển địa phương về kinh tế - xã hội, củng cố quốc phòng, an ninh, không ngừng cải thiện đời sống vật chất và tinh thần của nhân dân địa phương, làm tròn nghĩa vụ của địa phương đối với cả nước;
- Hội đồng nhân dân thực hiện quyền giám sát đối với hoạt động của Thường trực Hội đồng nhân dân, Ủy ban nhân dân, Tòa án nhân dân, Viện kiểm sát nhân dân cùng cấp; giám sát việc thực hiện các nghị quyết của Hội đồng nhân dân; giám sát việc tuân theo pháp luật của cơ quan nhà nước, tổ chức kinh tế, tổ chức xã hội, đơn vị vũ trang nhân dân và của công dân ở địa phương;

## Quyền hạn và Nhiệm vụ
Hội đồng nhân dân thành phố Hà Nội có nhiệm vụ và quyền hạn trong các mặt của thành phố Hà Nội từ kinh tế, chính trị, khoa học, thể dục thể thao và quốc phòng.

### Kinh tế
Trong lĩnh vực kinh tế Hội đồng nhân dân thánh phố Hà Nội có nhiệm vụ và quyền hạn sau:
- Quyết định quy hoạch, kế hoạch dài hạn và hàng năm về: Phát triển kinh tế - xã hội, sử dụng đất đai, phát triển ngành, xây dựng và phát triển đô thị, nông thôn trong phạm vi quản lý;
- Quyết định quy hoạch, kế hoạch phát triển mạng lưới và cơ chế khuyến khích phát triển các ngành sản xuất, chuyển đổi cơ cấu kinh tế và phát triển các thành phần kinh tế ở địa phương;
- Quyết định dự toán thu ngân sách nhà nước trên địa bàn; dự toán thu, chi ngân sách địa phương và phân bổ dự toán ngân sách cấp thành phố; phê chuẩn quyết toán ngân sách và điều chỉnh dự toán ngân sách địa phương; quyết định các chủ trương, biện pháp triển khai và giám sát việc thực hiện ngân sách địa phương;
- Quyết định việc phân cấp nguồn thu, nhiệm vụ chi cho từng cấp ngân sách ở địa phương theo quy định của Luật ngân sách; quyết định thu phí, lệ phí, các khoản đóng góp của nhân dân và mức huy động vốn theo quy định của pháp luật; quyết định phương án quản lý, phát triển, sử dụng nguồn nhân lực ở địa phương và các biện pháp thực hành tiết kiệm, chống lãng phí, tham nhũng, buôn lậu và gian lận thương mại.

### Giáo dục, y tế, xã hội, văn hóa, thông tin, thể dục thể thao
Trong lĩnh vực giáo dục, y tế, xã hội, văn hóa, thông tin, thể dục thể thao Hội đồng nhân dân thánh phố Hà Nội có nhiệm vụ và quyền hạn sau:
- Quyết định chủ trương và biện pháp phát triển sự nghiệp giáo dục và đào tạo, văn hóa thông tin, thể dục thể thao, phát triển và sử dụng nguồn nhân lực, giải quyết việc làm, cải thiện điều kiện làm việc, sinh hoạt của người lao động, thực hiện phân bổ dân cư, tổ chức đời sống và quản lý dân cư;
- Quyết định quy hoạch, kế hoạch mạng lưới giáo dục mầm non, giáo dục phổ thông, dạy nghề, mạng lưới khám chữa bệnh;
- Quyết định các biện pháp bảo đảm cơ sở vật chất và điều kiện cho các hoạt động giáo dục và đào tạo, văn hóa thông tin, thể dục thể thao; các biện pháp bảo vệ và phát huy giá trị di sản văn hóa ở địa phương; biện pháp giáo dục, bảo vệ, chăm sóc thanh thiếu niên và nhi đồng, xây dựng nếp sống văn minh, gia đình văn hóa, giáo dục truyền thống đạo đức, giữ gìn thuần phong mỹ tục của dân tộc; các biện pháp chăm sóc và bảo vệ sức khỏe nhân dân, thực hiện chính sách dân số và kế hoạch hóa gia đình; các biện pháp thực hiện chế độ chính sách đối với các đối tượng thuộc diện chính sách xã hội.

### Khoa học, công nghệ, tài nguyên và môi trường
Trong lĩnh vực khoa học, công nghệ, tài nguyên và môi trường Hội đồng nhân dân thánh phố Hà Nội có nhiệm vụ và quyền hạn sau:
- Quyết định các chủ trương và biện pháp phát triển khoa học, công nghệ và ứng dụng khoa học công nghệ vào sản xuất và đời sống; các biện pháp quản lý và sử dụng đất đai, nguồn nước và tài nguyên trong lòng đất; các biện pháp bảo vệ môi trường, phòng chống và khắc phục hậu quả thiên tai; các biện pháp thực hiện những quy định của pháp luật về tiêu chuẩn đo lường và chất lượng sản phẩm tại đại phương.

### Quốc phòng an ninh, dân tộc tôn giáo, pháp luật
Trong lĩnh vực quốc phòng, an ninh, trật tự, an toàn xã hội, trong thực hiện chính sách dân tộc, chính sách tôn giáo và thi hành pháp luật Hội đồng nhân dân thánh phố Hà Nội có nhiệm vụ và quyền hạn sau:
- Quyết định các biện pháp thực hiện kết hợp quốc phòng, an ninh với kinh tế và xây dựng lực lượng dự bị động viên ở địa phương; các biện pháp đảm bảo an ninh, trật tự, đảm bảo an toàn xã hội, phòng và chống tội phạm; các biện pháp thực hiện chính sách dân tộc và chính sách tôn giáo; các biện pháp bảo đảm thi hành pháp luật, bảo vệ và bảo hộ những quyền và lợi ích hợp pháp của công dân ở địa phương.

### Chính quyền hành chính
Trong lĩnh vực xây dựng chính quyền và quản lý địa giới hành chính Hội đồng nhân dân thánh phố Hà Nội có nhiệm vụ và quyền hạn sau:
- Bầu, miễn nhiệm, bãi nhiệm Chủ tịch, Phó Chủ tịch, Ủy viên Thường trực Hội đồng nhân dân, Chủ tịch, Phó Chủ tịch và các thành viên khác của Ủy ban nhân dân, Trưởng, Phó và Ủy viên các ban của Hội đồng nhân dân, Hội thẩm nhân dân của Tòa án nhân dân cùng cấp;
- Bãi nhiệm đại biểu Hội đồng nhân dân và chấp nhận việc đại biểu Hội đồng nhân dân xin thôi làm nhiệm vụ đại biểu;
- Bỏ phiếu tín nhiệm đối với người giữ chức vụ do Hội đồng nhân dân bầu;
- Phê chuẩn cơ cấu cơ quan chuyên môn thuộc Ủy ban nhân dân cấp thành phố, quận, huyện, thị xã; quyết định thành lập, sáp nhập, giải thể một số cơ quan chuyên môn thuộc Ủy ban nhân dân cùng cấp; quyết định tổng biên chế sự nghiệp ở địa phương; thông qua tổng biên chế hành chính của địa phương trước khi trình cấp có thẩm quyền quyết định;
- Quyết định chính sách thu hút và một số chế độ khuyến khích đối với cán bộ, công chức trên địa bàn phù hợp với yêu cầu và khả năng của ngân sách địa phương; quyết định số lượng và mức phụ cấp đối với cán bộ không chuyên trách ở xã, phường, thị trấn trên cơ sở hướng dẫn của Chính phủ;
- Thông qua Đề án thành lập mới, nhapạ, chia và điều chỉnh địa giới hành chính để đề nghị cấp trên xem xét, quyết định; quyết định việc đặt tên, đổi tên đường, phố, quảng trường, công trình công cộng ở địa phương theo quy định của pháp luật;
- Bãi bỏ một phần hoặc toàn bộ quyết định, chỉ thị trái pháp luật của Ủy ban nhân dân cùng cấp quận, huyện, thị xã;
- Giải tán Hội đồng nhân dân cấp quận, huyện, thị xã và phê chuẩn Nghị quyết của Hội đồng nhân dân cấp quận, huyện, thị xã về việc giải tán Hội đồng nhân dân cấp xã trong một số trường hợp theo quy định của pháp luật.

## Thường trực Hội đồng nhân dân thành phố
Thường trực Hội đồng nhân dân Thành phố là cơ quan hoạt động thường xuyên giữa hai kỳ họp, đảm bảo cho Hội đồng nhân dân thực hiện được các chức năng, nhiệm vụ của Hội đồng nhân dân;
Nhiệm vụ và quyền hạn của Thường trực Hội đồng nhân dân:
- Chuẩn bị, triệu tập và chủ tọa các kỳ họp Hội đồng nhân dân;
- Giám sát việc thực hiện Nghị quyết Hội đồng nhân dân và thi hành pháp luật tại địa phương;
- Điều hòa hoạt động của các Ban;
- Giữ mối liên hệ với đại biểu;
- Tổng hợp ý kiến chất vấn của đại biểu và ý kiến, nguyện vọng của nhân dân để báo cáo tại kỳ họp Hội đồng nhân dân;
- Phê chuẩn kết quả bầu Chủ tịch, Phó Chủ tịch và uỷ viên Thường trực Hội đồng nhân dân quận, huyện;
- Trình Hội đồng nhân dân bỏ phiếu tín nhiệm với người giữ chức vụ do Hội đồng nhân dân bầu;
- Đưa ra Hội đồng nhân dân hoặc đưa ra cử tri bãi nhiệm đại biểu Hội đồng nhân dân;
- Báo cáo cấp trên về hoạt động của Hội đồng nhân dân;
- Giữ mối liên hệ và phối hợp công tác với ủy ban Mặt trận Tổ quốc việt Nam cùng cấp.

Thường trực Hội đồng bao gồm:
- Chủ tịch Hội đồng nhân dân Thành phố
- Phó Chủ tịch Hội đồng nhân dân Thành phố
- Ủy viên Thường trực Hội đồng nhân dân Thành phố

## Ban chuyên trách
Các ban chuyên trách Hội đồng nhân dân Thành phố là cơ quan tham mưu cho Hội đồng nhân dân, có nhiệm vụ tham gia chuẩn bị các kỳ họp Hội đồng nhân dân, thẩm tra các báo cáo, đề án do Hội đồng nhân dân hoặc Thủ trưởng Hội đồng nhân dân phân công; giúp Hội đồng nhân dân giám sát hoạt động của Ủy ban nhân dân thành phố và các cơ quan chuyên môn thuộc Ủy ban nhân dân thành phố, hoạt động của Tòa án nhân dân, Viện Kiểm sát nhân dân thành phố, các cơ quan nhà nước, tổ chức kinh tế, tổ chức xã hội, đơn vị vũ trang nhân dân và công dân trong việc thực hiện nghị quyết của Hội đồng nhân dân và thi hành pháp luật.
Các ban chuyên trách của Hội đồng nhân dân thành phố hiện nay:
- Ban Kinh tế - Ngân sách
- Ban Văn hóa - Xã hội
- Ban Pháp chế
- Ban Đô thị

### Thư ký kỳ họp
Luật Tổ chức Hội đồng nhân dân và Ủy ban nhân dân năm 2003 quy định: tại kỳ họp thứ nhất của mỗi khóa, Hội đồng nhân dân bầu Thư ký kỳ họp theo sự giới thiệu của Chủ tọa kỳ họp.
Thư ký kỳ họp Hội đồng nhân dân có các nhiệm vụ sau đây: 
1. Lập danh sách đại biểu Hội đồng nhân dân có mặt, vắng mặt trong các phiên họp và trong kỳ họp;
2. Ghi biên bản phiên họp, kỳ họp;
3. Tổng hợp đầy đủ, trung thực, chính xác ý kiến phát biểu của đại biểu tại các cuộc họp Tổ đại biểu và phiên họp toàn thể;
4. Giúp Chủ tọa kỳ họp trong việc điều khiển thảo luận và biểu quyết;
5. Giúp Thường trực Hội đồng nhân dân phối hợp với các Ban của Hội đồng nhân dân, các cơ quan hữu quan chỉnh lý dự thảo nghị quyết và các văn bản khác để trình Hội đồng nhân dân;
6. Giúp Chủ tọa kỳ họp cung cấp thông tin, tài liệu tuyên truyền về kỳ họp".

## Tổ đại biểu
Tổ đại biểu tương đương với tổ bầu cử của thành phố. Tổ đại biểu hiện nay tương đương với cấp huyện. Tại Hà Nội có 30 tổ đại biểu. Tổ bầu cử gồm nhiều khu vực bỏ phiếu khác nhau, mỗi khu vực bỏ phiếu thường tương đương cấp xã.
Danh sách Tổ đại biểu:
1. Tổ đại biểu Ba Đình
2. Tổ đại biểu Hoàn Kiếm
3. Tổ đại biểu Đống Đa
4. Tổ đại biểu Hai Bà Trưng
5. Tổ đại biểu Tây Hồ
6. Tổ đại biểu Cầu Giấy
7. Tổ đại biểu Thanh Xuân
8. Tổ đại biểu Hoàng Mai
9. Tổ đại biểu Long Biên
10. Tổ đại biểu Hà Đông
11. Tổ đại biểu Bắc Từ Liêm
12. Tổ đại biểu Nam Từ Liêm
13. Tổ đại biểu Chương Mỹ
14. Tổ đại biểu Thanh Oai
15. Tổ đại biểu Ứng Hòa
16. Tổ đại biểu Mỹ Đức
17. Tổ đại biểu Phú Xuyên
18. Tổ đại biểu Thường Tín
19. Tổ đại biểu Thanh Trì
20. Tổ đại biểu Gia Lâm
21. Tổ đại biểu Đông Anh
22. Tổ đại biểu Mê Linh
23. Tổ đại biểu Sóc Sơn
24. Tổ đại biểu Hoài Đức
25. Tổ đại biểu Đan Phượng
26. Tổ đại biểu Quốc Oai
27. Tổ đại biểu Thạch Thất
28. Tổ đại biểu Phúc Thọ
29. Tổ đại biểu Sơn Tây
30. Tổ đại biểu Ba Vì

Mỗi tổ đại biểu có từ 2 đại biểu trở lên, và thường dựa theo dân số trên tổ bầu cử để quyết định số đại biểu. Tổ đại biểu có đại biểu đông nhất là tổ đại biểu Đống Đa có 5 đại biểu và ít nhất có 2 đại biểu thuộc các tổ Ba Đình, Ba Vì, Phúc Thọ.